# Segun Odegbami
Patrick Olusegun Odegbami (Lagos, Nigeria, 27 de agosto de 1952) más conocido en el ámbito deportivo como Segun Odegbami, es un exfutbolista nigeriano que jugaba como delantero. Es el segundo máximo goleador de la historia de la selección de fútbol de Nigeria con 22 goles.

## Trayectoria
Odegbami disputó 46 partidos internacionales y marcó 22 goles con la selección nacional de Nigeria, que guio a su primer título de la Copa Africana de Naciones en el torneo de 1980 en su tierra natal. También en ese año fue elegido como segundo mejor futbolista del año en África con 41 puntos, detrás del camerunés Jean Manga-Onguené que consiguió el primer lugar con 61 puntos.
Es apodado "Matemático", era famoso por su habilidad con el balón, velocidad y precisión de sus centros desde la banda derecha. 
Jugó para el Shooting Stars Sports Club de Ibadán durante toda su carrera, de 1970 a 1984. Su último partido fue la derrota en la final de la Copa de Campeones de África de 1984 ante el Zamalek de Egipto. La fuente original del apodo "Matemático" fue porque Odegbami asistió y se graduó de la principal institución técnica de Nigeria; El Politécnico, Ibadán donde estudió Ingeniería.
Sus otros 2 hermanos también estuvieron involucrados con el fútbol en otros niveles. Su hermano mayor, Dele Odegbami, jugó al fútbol en la antigua región occidental para su escuela (Ebenezer Grammar School, Abeokuta), los West Academicals, su universidad, UNN Nsukka y brevemente para el club de fútbol Stationery Stores de Lagos. Su otro hermano, Wole Odegbami, también es un exjugador de la selección nacional, jugó en la selección de Nigeria durante 11 años. Actualmente es columnista en Nigeria.

## Clubes
| Club                       | País    | Año       |
| -------------------------- | ------- | --------- |
| Shooting Stars Sports Club | Nigeria | 1970-1984 |

## Palmarés

### Títulos nacionales
| Título                  | Club                       | País    | Año              |
| ----------------------- | -------------------------- | ------- | ---------------- |
| Liga Premier de Nigeria | Shooting Stars Sports Club | Nigeria | 1976, 1980, 1983 |
| Copa de Nigeria         | Shooting Stars Sports Club | Nigeria | 1977, 1979       |

### Títulos internacionales
| Título                    | Club (*)                   | Sede    | Año  |
| ------------------------- | -------------------------- | ------- | ---- |
| Recopa Africana           | Shooting Stars Sports Club | Camerún | 1976 |
| Juegos Panafricanos       | Selección de Nigeria       | Argelia | 1978 |
| Copa Africana de Naciones | Selección de Nigeria       | Ghana   | 1978 |
| Copa Africana de Naciones | Selección de Nigeria       | Nigeria | 1980 |

(*) Incluye la selección absoluta.

### Distinciones individuales
| Distinción                                                                        | Año        |
| --------------------------------------------------------------------------------- | ---------- |
| Máximo goleador de la Copa de Nigeria                                             | 1978, 1980 |
| Parte del equipo ideal de la Copa Africana de Naciones                            | 1978, 1980 |
| Segundo mejor futbolista de África                                                | 1980       |
| Segundo máximo goleador histórico de la selección de fútbol de Nigeria (22 goles) | 1984       |
| Parte del equipo africano del siglo XX                                            | 1998       |